# Gymnopilus squamulosus
Gymnopilus squamulosus là một loài nấm thuộc họ Cortinariaceae.